# Kriegerdenkmal Kleinkugel

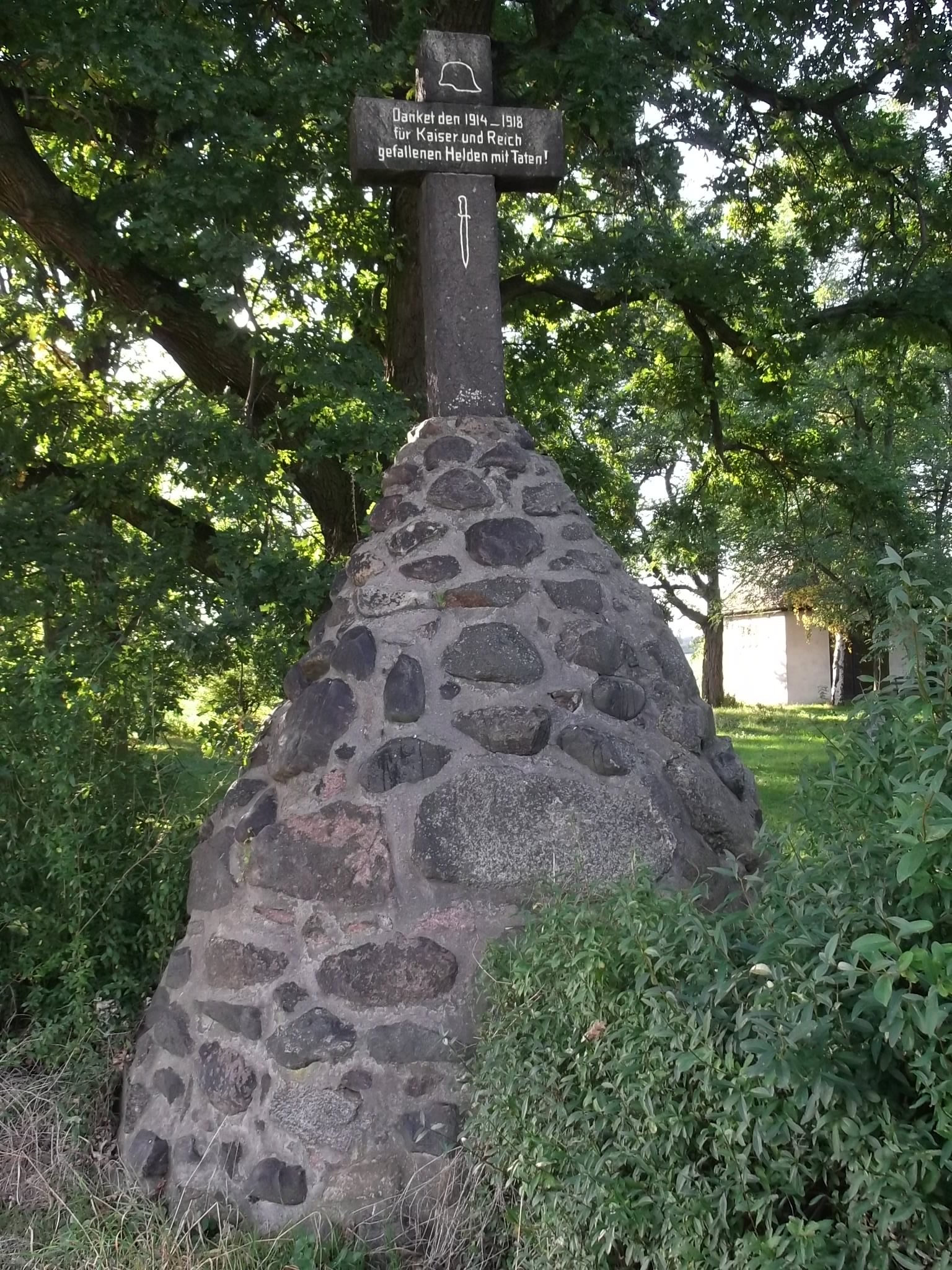
Kriegerdenkmal im September 2013

Das Kriegerdenkmal Kleinkugel ist ein denkmalgeschütztes Kriegerdenkmal im Ortsteil Kleinkugel der Ortschaft Dölbau der Gemeinde Kabelsketal in Sachsen-Anhalt, welches am südlichen Rand des Friedhofs in Kleinkugel an der Straße Am Umspannwerk zu finden ist. In der Liste der Kulturdenkmale in Kabelsketal ist die Gedenkstätte unter der Erfassungsnummer 094 55537 als Baudenkmal aufgeführt.

## Gestaltung

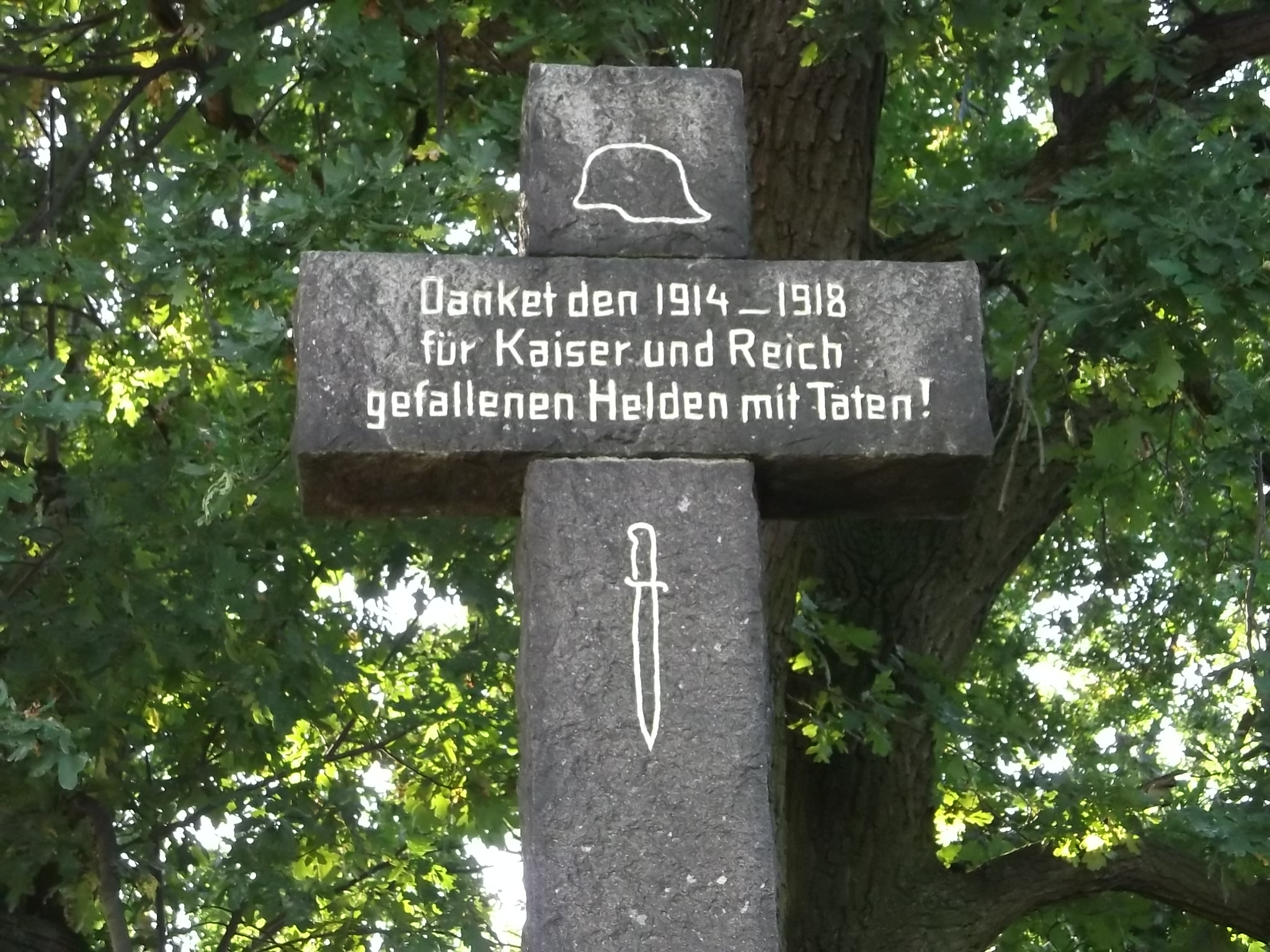
Inschrift sowie Abbildung vom Stahlhelm und Seitengewehr am Gedenkkreuz

Das etwa 3,30 Meter hohe freistehende Denkmal wurde für die Gefallenen des Ersten Weltkriegs errichtet und besteht aus in Zementmörtel gebundenen, pyramidenförmig aufgeschichteten Feldsteinen mit einem aufgesetzten etwa 1,60 Meter hohen Gedenkkreuz aus unpoliertem Granit. Das der Straße zugewandte Gedenkkreuz trägt die Inschrift Danket den 1914_1918 für Kaiser und Reich gefallenen Helden mit Taten! Über der Inschrift ist ein deutscher Stahlhelm im Stile eines M16 oder M18 abgebildet, darunter am Schaft des Kreuzes ein mit der Spitze nach unten gerichtetes zeitgenössisches deutsches Seitengewehr mit einer links aufgebogenen und rechts abgebogenen Parierstange.
Das Jahr der Errichtung beziehungsweise der Einweihung des Kriegerdenkmals ist nicht bekannt. Es fehlen die sonst bei Kriegerdenkmälern üblichen Angaben über die Anzahl oder die Namen der Kriegstoten.
Nach dem Zweiten Weltkrieg wurde die Feldsteinpyramide um eine Metalltafel mit der Inschrift Wir mahnen zum Frieden ergänzt. Die verrostete Metalltafel mit der nicht mehr zu erkennenden Inschrift wurde nach 1989 bei einer Sanierung der Pyramide entfernt.